# Hans Ruttner
Hans Ruttner (* 2. Mai 1919 in Waidhofen an der Ybbs; † 1979) war ein österreichischer Bienenkundler.
Hans Ruttner war Sohn des Limnologen Franz Ruttner (1882–1961) und Absolvent der Universität für Bodenkultur Wien. Zusammen mit seinem Vater und seinem Bruder Friedrich (1914–1998) gründete er 1946 in Lunz am See eine Arbeitsgruppe „Bienen-Genetik“ der Biologischen Station Lunz, die 1957 als „Institut für Bienenkunde“ ausgegliedert wurde und 1970 ein eigenes Gebäude, ebenfalls in Lunz, erhielt. 1948 erfolgte hier der Erstnachweis der Mehrfachbegattung der Bienenkönigin während des Hochzeitsfluges. Ruttner war bis zu seinem Tod 1979 Direktor der Bundesanstalt für Bienenkunde.